# Nereis fossae
Nereis fossae är en ringmaskart som beskrevs av Fauchald 1972. Nereis fossae ingår i släktet Nereis och familjen Nereididae. Inga underarter finns listade i Catalogue of Life.